# Starrcade (1988)
Starrcade '88: True Gritt fue la sexta edición de Starrcade, evento pago por visión de la National Wrestling Alliance producido por la World Championship Wrestling. Tuvo lugar el 26 de diciembre de 1988 desde el Norfolk Scope en Norfolk, Virginia.

## Resultados
- Kevin Sullivan y Steve Williams derrotaron a The Fantastics (Bobby Fulton y Tommy Rogers) ganando el Campeonato de los Estados Unidos en Parejas de la NWA (15:50)
  - Fulton cubrió a Williams después de que este se cayese desde la tercera cuerda.
- The Midnight Express (Bobby Eaton y Stan Lane) (con Jim Cornette) derrotaron a The Original Midnight Express (Dennis Condrey y Randy Rose) (con Paul E. Dangerously) (17:46)
  - Lane cubrió a Rose después de un "Double Goozle".
- The Russian Assassins (#1 and #2) (con Paul Jones) derrotaron a The Junkyard Dog y Ivan Koloff (06:47)
  - 1 cubrió a Koloff después de un "Headbutt".
- Rick Steiner derrotó a Mike Rotunda (con Kevin Sullivan) ganando el Campeonato Mundial de la Televisión de la NWA (17:59)
  - Steiner cubrió a Rotunda.
- Barry Windham (con James J. Dillon) derrotó a Bam Bam Bigelow (con Oliver Humperdink) por cuenta fuera reteniendo el Campeonato de los Estados Unidos (16:17)
  - Bigelow fue descalificado por estar fuera del ring y el árbitro le contó 10.
- Sting y Dusty Rhodes derrotaron a The Road Warriors (Hawk y Animal) (con Paul Ellering) por descalificación (11:20)
  - The Road Warriors fueron descalificados después de que Ellering interfiriera en el combate.
- Ric Flair (con James J. Dillon) derrotó a Lex Luger reteniendo el Campeonato Mundial Peso Pesado de la NWA (30:59)
  - Flair cubrió a Luger apoyándose sobre las cuerdas.